# Sheikh Omar Fye (Politiker, 1960)

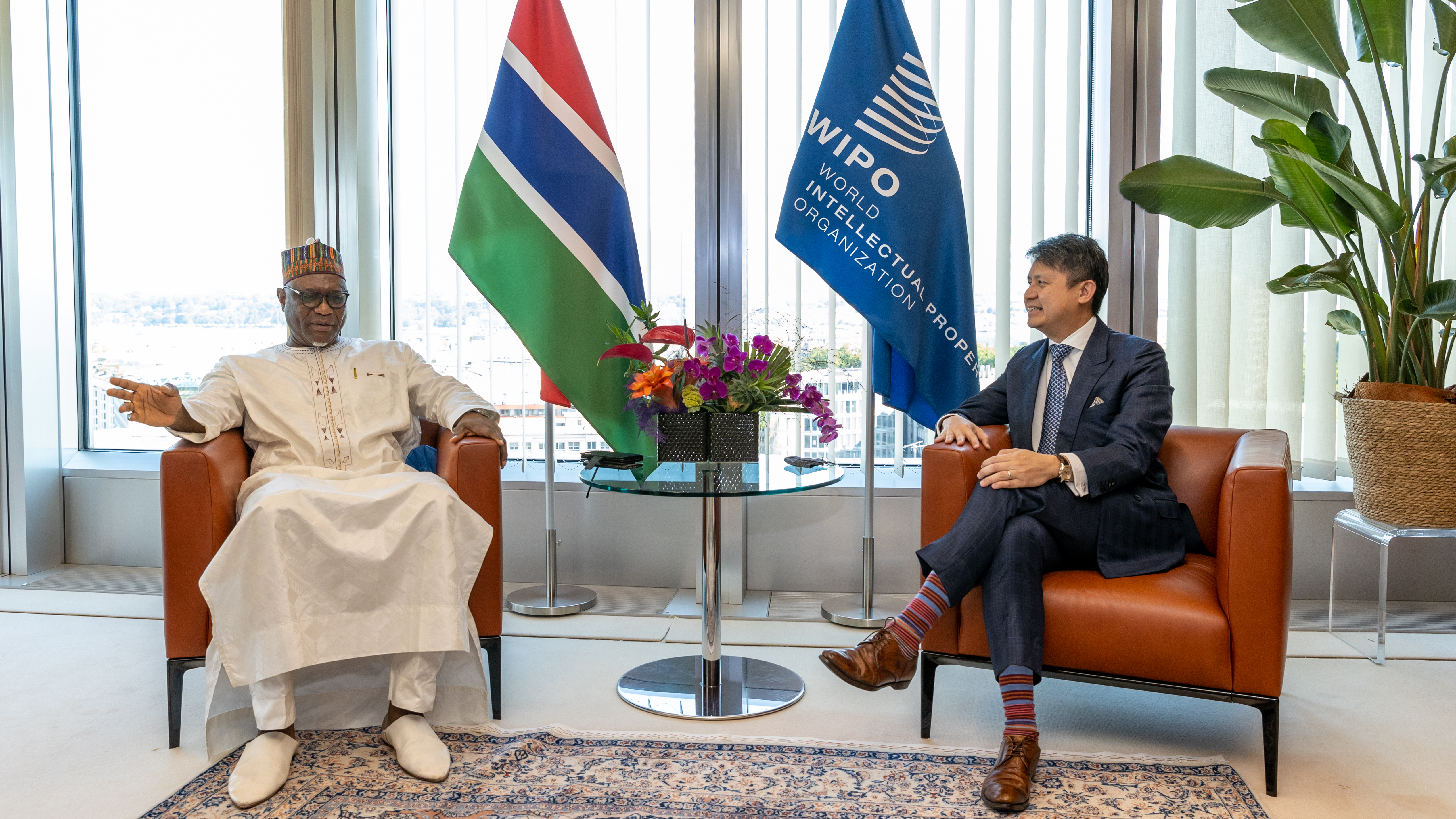
Sheikh Omar mit Daren Tang (2021)

Sheikh Omar Fye, auch Sheikh Omar Faye und Sheikh Oumar Fye (* 10. Januar oder 13. September 1960 in Bathurst, heute Banjul) ist ein gambischer ehemaliger Leichtathlet und Politiker.
Fye spezialisierte sich auf die Kurzstrecke und nahm an den Olympischen Sommerspielen 1984 teil und führte als Flaggenträger die Delegation des Landes. Für lange Zeit hielt Fye die nationalen Rekorde im 100- und 200-Meter-Lauf. Nach einer militärischen Karriere ging er in die Politik und war Minister in Gambia.

## Leben
Nach dem Besuch der Grundschule ging Sheikh Omar Fye, ein Angehöriger der Ethnie Wolof, von 1972 bis 1976 in die Crab Island Secondary School, anschließend bis 1979 in die St. Augustine's High School. Vom Januar 1981 bis zum Juni 1983 arbeitete er in der Gambia Muslim High School als Lehrer. Im gleichen Monat trat er in die Gambia National Army ein, in der er bis Juni 1994 blieb. Vom Januar 1995 bis zum Juli 1996 war Fye beim Sicherheitsdienst American Protective Services als Field Supervisor tätig, von August 1996 bis Anfang 2000 beim Byers Engineering.
2006 wurde Fye Leiter der Presse- und Öffentlichkeitsarbeit im State House im Büro des Präsidenten Yahya Jammeh. Am 13. Juni 2006 wurde er von Jammeh ins Kabinett als Minister für Jugend, Sport und religiöse Angelegenheiten (State for Youth, Sports and Religious Affairs) berufen. Er wurde Nachfolger von Samba Faal.
Dieses Amt behielt er bis zum August 2007, als er bei einer Kabinettsumbildung durch Mass Axi Gai ersetzt wurde. Im September 2007 wurde Fye als stellvertretender Leiter der Botschaft in Mauretanien bestellt.
Als Nachfolger von Alieu N’gum wurde Fye am 22. Juli 2015 Botschafter in den Vereinigten Staaten, er wurde im Mai 2017 von Ebraima Manneh abgelöst. Fye war dann seit Juni 2018 gambischer Generalkonsul in Dschidda (Saudi-Arabien).
Am 22. August 2019 wurde Fye von Präsident Adama Barrow zum Verteidigungsminister ernannt. Mit Bildung des neuen Kabinetts am 4. Mai 2022 berief Barrow Serign Modou Njie als Verteidigungsminister und löst dabei Fye ab.
Im Juli 2022 wurde er zum Botschafter Gambias in Mauretanien ernannt. Am 28. Juli 2022 überreichte er Präsident Mohamed Ould Ghazouani sein Akkreditierungsschreiben.

## Sportliche Laufbahn
Sheikh Omar Fye spielte neben Fußball und Basketball auch Rugby. Als Leichtathlet nahm er an den Commonwealth Games 1982 in Brisbane (Australien) und an den Leichtathletik-Weltmeisterschaften 1983 in Helsinki (Finnland) teil.

### Olympia 1984
Sheikh Omar Fye nahm bei den Olympischen Sommerspielen 1984 in Los Angeles an drei Wettbewerben teil:
- Im Wettbewerb 100-Meter-Lauf war er der Vorrunde der achten Gruppe zugeteilt und lief die Strecke in 10,87 Sekunden. Er wurde Sechster in diesem Lauf und qualifizierte sich damit nicht für die nächste Runde.
- Im Wettbewerb 200-Meter-Lauf war er der Vorrunde der dritten Gruppe zugeteilt und lief die Strecke in 21,56 Sekunden. Er wurde Fünfter in diesem Lauf und qualifizierte sich damit nicht für die nächste Runde.
- Im Wettbewerb 4-mal-100-Meter-Staffel lief er zusammen mit Bakary Jarju, Dawda Jallow und Abdurahman Jallow. Fye lief als Vierter der Staffel, die im Vorlauf mit 40,73 Sekunden Letzte wurde und sich damit nicht für das Halbfinale qualifizieren konnte.

### Persönliche Bestzeiten
- 100 Meter: 10,1 s (1984)
- 200 Meter: 21,1 s (1983)

## Militärische Laufbahn
Im Juni 1983 trat Fye in die gambische Armee ein, 1984 bis 1985 war er auf der Royal Military Academy in Sandhurst (Vereinigtes Königreich) und bildete sich auf der Offiziersschule aus. 1987 besuchte er ein Company Commander Course in Quetta (Pakistan) und verbrachte 1991 bis 1992 in Jaji (Nigeria) auf dem Junior Division Staff College. Auf dem Command and General Staff College, Fort Leavenworth (Kansas), war er 1994.
1990 nahm er an einer Friedensmission der ECOMOG in Liberia teil.

## Sonstiges
Sheikh Omar Fye ist Enkel von Sheikh Omar Fye, der in der Zeit ab den frühen 1920ern bis zum Zweiten Weltkrieg politisch tätig war.